# Ação Popular (Peru)
O Ação Popular (em castelhano: Acción Popular), mais conhecido pelo acrónimo AP, é um partido político peruano fundado pelo ex-presidente Fernando Belaúnde Terry em 7 de julho de 1956 com sede oficial em Lima, capital do Peru.
Historicamente, o AP é o partido político que mais vezes e por mais tempo ocupou a presidência da República de forma democrática. Atualmente, destaca-se por comandar as administrações provinciais de Datem del Marañón, El Dorado e Chepén.

## Ideologia partidária
Originalmente um partido de ideologia nacionalista cívica e humanista posicionado no centro do espectro político, o AP atravessou por uma série de transformações políticas ao longo de sua trajetória política, tornando-se um partido pega-tudo nos dias atuais com a formação de uma facção interna mais à direita alinhada ao neoliberalismo e ao anticomunismo e outra facção interna mais à esquerda alinhada ao estatismo e à social-democracia.

## Resultados eleitorais

### Eleições presidenciais
| Data | Candidato                     | CI. | Votos     | %           | Status     |
| ---- | ----------------------------- | --- | --------- | ----------- | ---------- |
| 1956 | Fernando Belaúnde Terry       | 2º  | 458 248   | 36,69 / 100 | Não eleito |
| 1962 | Fernando Belaúnde Terry       | 2º  | 544 180   | 32,12 / 100 | Não eleito |
| 1963 | Fernando Belaúnde Terry       | 1º  | 708 662   | 39,05 / 100 | Eleito     |
| 1980 | Fernando Belaúnde Terry       | 1º  | 1 870 864 | 45,36 / 100 | Eleito     |
| 1985 | Javier Alva Orlandini         | 4º  | 471 150   | 7,25 / 100  | Não eleito |
| 1995 | Raúl Díez Canseco Terry       | 6º  | 122 383   | 1,07 / 100  | Não eleito |
| 2000 | Víctor Andrés García Belaúnde | 8º  | 46 523    | 0,42 / 100  | Não eleito |
| 2006 | Valentín Paniagua             | 8º  | 706 156   | 5,75 / 100  | Não eleito |
| 2016 | Alfredo Barnechea             | 4º  | 1 069 360 | 6,97 / 100  | Não eleito |
| 2021 | Yonhy Lescano                 | 5º  | 1 306 288 | 9,07 / 100  | Não eleito |

### Eleições parlamentares

#### Era bicameral (1956–1990)
| Eleições | Cl. | Votos válidos              | %                          | Senado   | Senado | Câmara dos Deputados | Câmara dos Deputados |
| Eleições | Cl. | Votos válidos              | %                          | Assentos | +/-    | %                    | Assentos             |
| -------- | --- | -------------------------- | -------------------------- | -------- | ------ | -------------------- | -------------------- |
| 1956     | 3º  | 458 248                    | 36.69                      | 5 / 53   | Novo   | 21 / 182             | Novo                 |
| 1962     | 2º  | 544 180                    | 32.21                      | 16 / 55  | 11     | 61 / 186             | 40                   |
| 1963     | 1º  | 708 662                    | 39.05                      | 15 / 45  | 1      | 39 / 139             | 22                   |
| 1980     | 1º  | 1 870 864                  | 45.36                      | 26 / 60  | 11     | 98 / 180             | 59                   |
| 1985     | 4º  | 472 627                    | 6.97                       | 5 / 61   | 21     | 10 / 186             | 88                   |
| 1990     | 1º  | Membro da coalizão FREDEMO | Membro da coalizão FREDEMO | 20 / 62  | 11     | 26 / 180             | 16                   |

#### Era unicameral (1995–presente)
| Data | CI.                              | Votos válidos                    | %                                | Congresso | +/- |
| ---- | -------------------------------- | -------------------------------- | -------------------------------- | --------- | --- |
| 1995 | 6º                               | 146 018                          | 3.34                             | 4 / 120   | 22  |
| 2000 | 9º                               | 245 115                          | 2.47                             | 3 / 120   | 1   |
| 2001 | 7º                               | 393 433                          | 4.18                             | 3 / 120   | 0   |
| 2006 | 5º                               | 760 261                          | 7.07                             | 5 / 120   | 2   |
| 2011 | Membro da coalizão Peru Possível | Membro da coalizão Peru Possível | Membro da coalizão Peru Possível | 5 / 130   | 0   |
| 2016 | 6º                               | 877 734                          | 7.20                             | 5 / 130   | 0   |
| 2020 | 1º                               | 1 518 171                        | 10.26                            | 25 / 130  | 20  |
| 2021 | 4º                               | 1 159 734                        | 9.02                             | 16 / 130  | 9   |